# Freemake Video Downloader
Der Freemake Video Downloader ist ein kostenloser Download-Manager von Ellora Assets Corporation. Das Programm lässt eingebettete Videos in Formaten FLV, MP4 oder 3gp von mehr als 10000 Internetseiten herunterladen. Die Software kann alle online vorliegenden Videoformate und Auflösungen zum bestimmten Video finden und lässt dann Web-Videos in AVI, Matroska, MP3, 3gp und für den iPod, das iPhone, die PSP und die Geräte mit Android-Betriebssystem umwandeln.

## Fähigkeiten
Freemake Video Downloader kann Online-Videos von Video-Portalen wie YouTube, Facebook, Google Video, Dailymotion, Vimeo, Veoh, Break, Stupidvideos, LiveLeak, Photobucket, MyVideo und Nico Nico Douga herunterladen.
Das Tool nennt sämtliche online vorliegenden Videoformate FLV, MP4 oder 3gp und vorhandene Auflösungen 4096p, 1080p, 720p, 480p, 360p oder 240p zu einem Video. Das Video lässt sich während des Downloads in Formate AVI, MP3, Matroska, 3gp und für den iPod, das iPhone, die PSP und die Geräte mit Android-Betriebssystem umwandeln. Eine Tonspur vom Online-Video kann ohne Qualitätsverlust extrahiert werden. Das Programm lädt auch Videos mit den Privatsphäre-Einstellungen von YouTube und Facebook herunter, wenn der Anwender Benutzername und Passwort richtig eingegeben hat. Die Software ermöglicht, einen Proxy-Server zu verwenden. Die Benutzeroberfläche vom Freemake Video Downloader beruht auf der Technologie der Windows Presentation Foundation. Seit der Version 3.0 unterstützt der Downloader mehr als 10.000 Webseiten, nimmt abgebrochene Downloads wieder auf und speichert die Downloadsgeschichte im Programm.

## Kritik
CHIP Online bemängelt (Stand: Ende Oktober 2015): „Der Software-Installer bringt Adware mit, die sich teilweise nicht abwählen lässt. Daneben versucht der Downloader weitere unnötige Software mitzuinstallieren und Änderungen am Browser vorzunehmen.“
Seit der Version 3.8.1 ist die Länge des herunterzuladenden Videos auf unter 3 min beschränkt. Wer längere Videos herunterladen möchte, muss hierfür ein kostenpflichtiges Premiumpaket kaufen. Dieser Kauf kann jedoch nur über eine Kreditkarte oder Paypal (zuzüglich Gebühren für den Wechselkursumrechnung / Stand Februar 2018) durchgeführt werden. Die Preise für dieses Premiumpaket bewegen sich zwischen 9 USD für ein Jahr und 19 USD für „unlimited“. Jedoch kommen hierzu aus Deutschland, Österreich oder der Schweiz noch Gebühren für den Devisentausch (Wechselkursumrechnung) hinzu. Beispiel: Stand Februar 2018 fallen für das Unlimited-Paket neben 19 USD noch 3,61 USD Gebühren an, so dass ein Endpreis von 22,61 USD verrechnet wird. Bei diesem Beispiel wäre laut Paypalwährungsrechner der zu bezahlende Betrag daher ca. 17,89 EUR (Stand 13. Februar 2018).
Auf der Seite von Digital Wave LTD, den Entwicklern von Freemake, wird auf diesen Umstand jedoch nicht hingewiesen. Erst nach der Installation des Programms und dem Versuch einen Download mit einer Länge über 2:59 min durchzuführen, bekommt man eine diesbezügliche Information per POP-UP Fenster mitgeteilt.